# Jonna Andersson
Jonna Andersson (Mjölby, 2 gennaio 1993) è una calciatrice svedese, difensore del Linköping e della nazionale svedese.

## Carriera

### Club
Jonna Andersson si appassiona al calcio fin dalla giovane età, decidendo di tesserarsi con il Mjölby AI FF, società della cittadina dove risiede che gestisce formazioni di calcio a 11 e calcio a 5 maschili e femminili; dopo aver giocato nelle sue formazioni giovanili coglie l'occasione offertale dal Linköpings per giocare in Damallsvenskan, il livello di vertice del campionato svedese di categoria, dalla stagione 2009.
Da allora ha vestito ininterrottamente la maglia della società di Linköping, vincendo in otto anni il titolo nazionale, alla stagione d'esordio, tre Svenska Cupen e due Supercupen.
Al termine della stagione 2017 ha lasciato il Linköping per trasferirsi in Inghilterra tra le file del Chelsea.
Nell'aprile del 2022 viene confermato il suo trasferimento nella nativa Svezia, questa volta nella rosa dell'Hammarby, dopo quattro stagioni e mezzo con il club inglese.
Il 27 novembre 2024, dopo la fine della stagione, annuncia il ritorno al Linköpings.

### Nazionale
Andersson viene chiamata dalla Federazione calcistica della Svezia (Svenska Fotbollförbundet - SvFF) per vestire le maglie delle nazionali giovanili fin dal 2008, dove debutta con la formazione Under-17 per poi passare, dal 2010, all'Under-19, squadra con cui disputa le qualificazioni all'Europeo di Italia 2011, e con la quale si laurea campione d'Europa a Turchia 2012 battendo in finale le avversarie della Spagna. Superati i limiti di età continua a essere inserita in rosa nella Under-23.
Grazie alle prestazioni offerte, nel 2016 viene convocata nella nazionale maggiore, chiamata dal Commissario tecnico Pia Sundhage per l'amichevole del 26 gennaio vinta 6-0 sulla Scozia, dove debutta rilevando al 46' Magdalena Eriksson, rinnovandole la fiducia venendo inserita nella lista delle 23 calciatrici che rappresentano la Svezia nel torneo di calcio femminile ai Giochi della XXXI Olimpiade di Rio 2016. Durante il torneo viene impiegata in una sola occasione, nell'incontro perso per 5-1 con il Brasile, e condivide con le compagne, grazie al terzo posto ottenuto nel Gruppo E, l'accesso ai quarti di finale come migliore tra le terze classificate nella fase a gironi, perdendo infine lo scontro diretto con gli Stati Uniti che la superano solo ai rigori dopo che i tempi regolamentari si erano conclusi con una rete per parte.
Successivamente Sundhage la convoca con regolarità, affiancando le sue presenze in incontri amichevoli a quelli dell'edizione 2017 dell'Alrgave Cup, tre presenze per lei nel torneo dove la sua nazionale ottiene un incolore settimo posto, oltre alla partecipazione alle qualificazioni all'Europeo dei Paesi Bassi 2017, disputando quattro incontri, inserendola infine, ottenuto l'accesso alla fase finale, nella lista delle 23 calciatrici convocate all'Europeo 2017 Durante il torneo scende in campo in tre dei quattro incontri disputati dalla sua nazionale, il primo, vittoria per 2-0 sulla Russia, e l'ultimo, sconfitta per 3-2 con l'Italia, del gruppo B, e quello dei quarti di finale dove le padrone di casa dei Paesi Bassi, poi vincitrici della manifestazione, la elimina superandole per 2-0.
Al termine dell'Europeo Sundhage lascia l'incarico che viene rilevato da Peter Gerhardsson. Con il nuovo tecnico alla guida della nazionale le convocazioni per Andersson continuano ad essere frequenti. Dal 2018, oltre ad una serie di amichevoli, Gerhardsson la chiama in occasione dell'Algarve Cup 2018, dove gioca tutti i tre incontri della Svezia della fase a gironi e festeggiando con le compagne la conquista del loro quarto trofeo portoghese, condiviso con i Paesi Bassi per non aver disputato la finale causa maltempo, e per le qualificazioni al Mondiale di Francia 2019, impiegandola in sette incontri del gruppo 4, con la Svezia che chiude il suo girone al primo posto e ottiene così direttamente l'accesso al suo ottavo Mondiale.
Inserita nella lista delle 23 calciatrici convocate da Gerhardsson, durante il torneo Andersson condivide con le compagne il percorso che vede la Svezia disputare la sua terza finale per il terzo posto dopo quelle di Cina 1991 e Germania 2011.
Nel 2024 raggiunge la quota delle 100 presenze in nazionale scendendo in campo da titolare nella netta vittoria per 8-0 sul Lussemburgo del 29 ottobre, incontro valido per la qualificazione all'Europeo di Svizzera 2025.

## Palmarès

### Club
- Campionato svedese: 4

Linköping: 2009, 2016, 2017
Hammarby: 2023
- Coppa di Svezia: 4

Linköping: 2009, 2013-2014, 2014-2015
Hammarby: 2022-2023
- Supercoppa svedese: 2

Linköping: 2009, 2010
- Campionato inglese: 3

Chelsea: 2017-2018, 2019-2020, 2020-2021
- Women's FA Cup: 2

Chelsea: 2018, 2020-2021

### Nazionale
- Argento olimpico: 2

Rio de Janeiro 2016
Tokyo 2020
- Algarve Cup: 1

2018 (condiviso con i Paesi Bassi)
- Campionato europeo femminile under 19 di calcio: 1

Turchia 2012